# Valentino Rossi
Valentino Rossi (Urbino, Italia; 16 de febrero de 1979) es un expiloto de motociclismo y piloto de automovilismo italiano que compite en el Campeonato Mundial de Resistencia de la FIA y GT World Challenge Europe desde 2024. Ha ganado nueve títulos del Campeonato del Mundo de Motociclismo en cuatro categorías: 125cc (1997), 250cc (1999), 500cc (2001) y ha sido hexacampeón de MotoGP (2002, 2003, 2004, 2005, 2008 y 2009). Ha participado en la máxima categoría, con los tres grandes equipos de motociclismo de su momento: Honda, Yamaha y Ducati, siendo desde 2013 y hasta 2020 piloto oficial Yamaha.
En 2021 vistió los colores del Petronas Yamaha SRT.
Es el piloto con más podios (235) en la historia del Mundial de Motociclismo, y además ha conseguido el mayor número de victorias (89), podios (199), vueltas rápidas (76) y el tercero con más poles (55) en MotoGP. Es el único piloto en la historia del motociclismo que ha ganado el título en cuatro clases diferentes: 125cc (1), 250cc (1), 500cc (1) y MotoGP (6), además de ser el único piloto que ha ganado el título de la categoría reina en cuatro tipos diferentes de motocicletas, debido al cambio de reglamento en los años: Honda de 500 cc de 2 tiempos, Honda de 990 cc de 4 tiempos, Yamaha de 990 cc de 4 tiempos, Yamaha de 800 cc de 4 tiempos. Es uno de los cuatro pilotos en ganar tres campeonatos del mundo en tres categorías diferentes, tras Mike Hailwood, Phil Read y Marc Márquez.

## Biografía
Nació en Urbino el 16 de febrero de 1979. Sus padres son Graziano Rossi y Stefania Palma. Tiene un hermano (por parte de madre), Luca Marini, también corredor de motociclismo, y una hermana, Clara Rossi (por parte de padre).
Desde muy pequeño vivió en Tavullia, donde comenzó su vida en el deporte de motor corriendo en los karts apoyado por su padre Graziano. Ganó el campeonato regional de 1990. Su padre intentó hacer que Valentino continuara en el mundo de las cuatro ruedas y trató de posicionarlo en el campeonato europeo de Karts y en el regional de 100 cc para que siguiera la carrera hacia la Fórmula 1. Los altos costos de seguir este camino lo obligaron a quedarse en las mini motos con las que ganó el campeonato regional en 1992. Su debut como piloto de motos lo hace en el campeonato italiano Sport production o campeonato SP en el año 1993 en una Cagiva Mito de Claudio Lusuardi con la que sufre una caída en la primera curva de la primera práctica.[cita requerida] En 1994 participa simultáneamente en el campeonato Sport Production y en el GP Italiano, venciendo el campeonato SP y adquiriendo experiencia en los prototipos de Grand Prix. Al año siguiente gana el campeonato de Italia en la clase 125 y clasifica tercero en el campeonato europeo de la misma categoría.[cita requerida] Valentino Rossi disputó su última carrera en el Gran Premio de la Comunidad Valenciana de Motociclismo, el 14 de noviembre de 2021.

### Categoría 125 cc
En 1996 debuta en el campeonato del mundo en el equipo Aprilia-AGV y tras diez carreras en las que obtiene un tercer puesto como mejor resultado, obtiene su primera victoria en el Gran Premio de la República Checa de Motociclismo en Brno, después de haber obtenido la "Pole Position". En 1997 pasa al equipo oficial de Aprilia y obtiene su primer título mundial con su Aprilia RS125 tras ganar 11 carreras.

### Categoría 250 cc
Para 1998 Rossi pasa a la categoría de 250 cc, pilotando otra vez para Aprilia junto a Loris Capirossi y el japonés Tetsuya Harada, en esta temporada termina 23 puntos atrás del campeón, su compañero Loris Capirossi.
En 1999 Rossi es campeón después de ganar 9 carreras quedando a 48 puntos del segundo, Tohru Ukawa y a 100 puntos de Loris Capirossi, lo que le vale su ascenso a la máxima categoría.

### 500 cc y MotoGP

#### Los años con Honda (2000-2003)

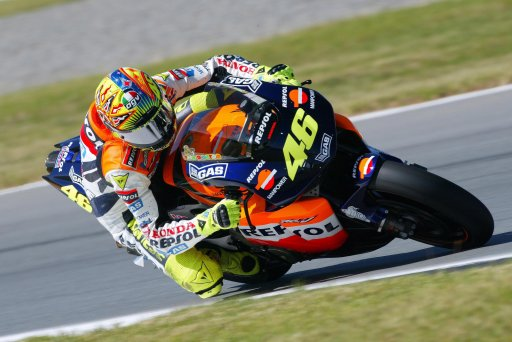
Valentino Rossi en su moto Honda RC211V durante una carrera.

En el año 2000 debutó en los 500 cc pilotando la Honda NSR500, quedó segundo en el campeonato a 49 puntos de Kenny Roberts Jr.
En 2001, la última temporada antes de la sustitución de esta categoría por MotoGP, continuó en el equipo Nastro Azzurro pilotando la NSR500, con la que consiguió 11 victorias, igualando la marca de la categoría en poder de Giacomo Agostini desde 1972, si bien entonces fue sobre solo 13 carreras. Esa temporada Rossi sumó su tercer título mundial, primero en la categoría. Ese mismo año Valentino se prueba en la carrera más importante del mundial de resistencia: las 8 horas de Suzuka, ganándola junto con su entonces compañero Colin Edwards.
En el año 2002 debutaron las MotoGP de 990 cc, y Valentino Rossi fichó por el equipo Honda Repsol HRC, pilotando la RC211V de 5 cilindros. Esa temporada ganó un mundial en el que todos los pilotos eran "novatos" por una distancia de 140 puntos sobre el segundo, Max Biaggi, que pilotaba la primera Yamaha M1 de cuatro tiempos.
En 2003 Rossi ganó 9 carreras en la misma temporada. Era su quinto título mundial y el tercero consecutivo en la clase reina.
Al final de esta temporada se supo que Rossi había fichado por la marca rival de Honda: Yamaha, debido a las diferencias que tenía HRC con Rossi.
En el GP de Valencia 2002 Barros, que había estado todo el año corriendo con la NSR500, se subió por primera vez a una 4T y le ganó a Rossi.

#### Campeón con Yamaha (2004-2005)

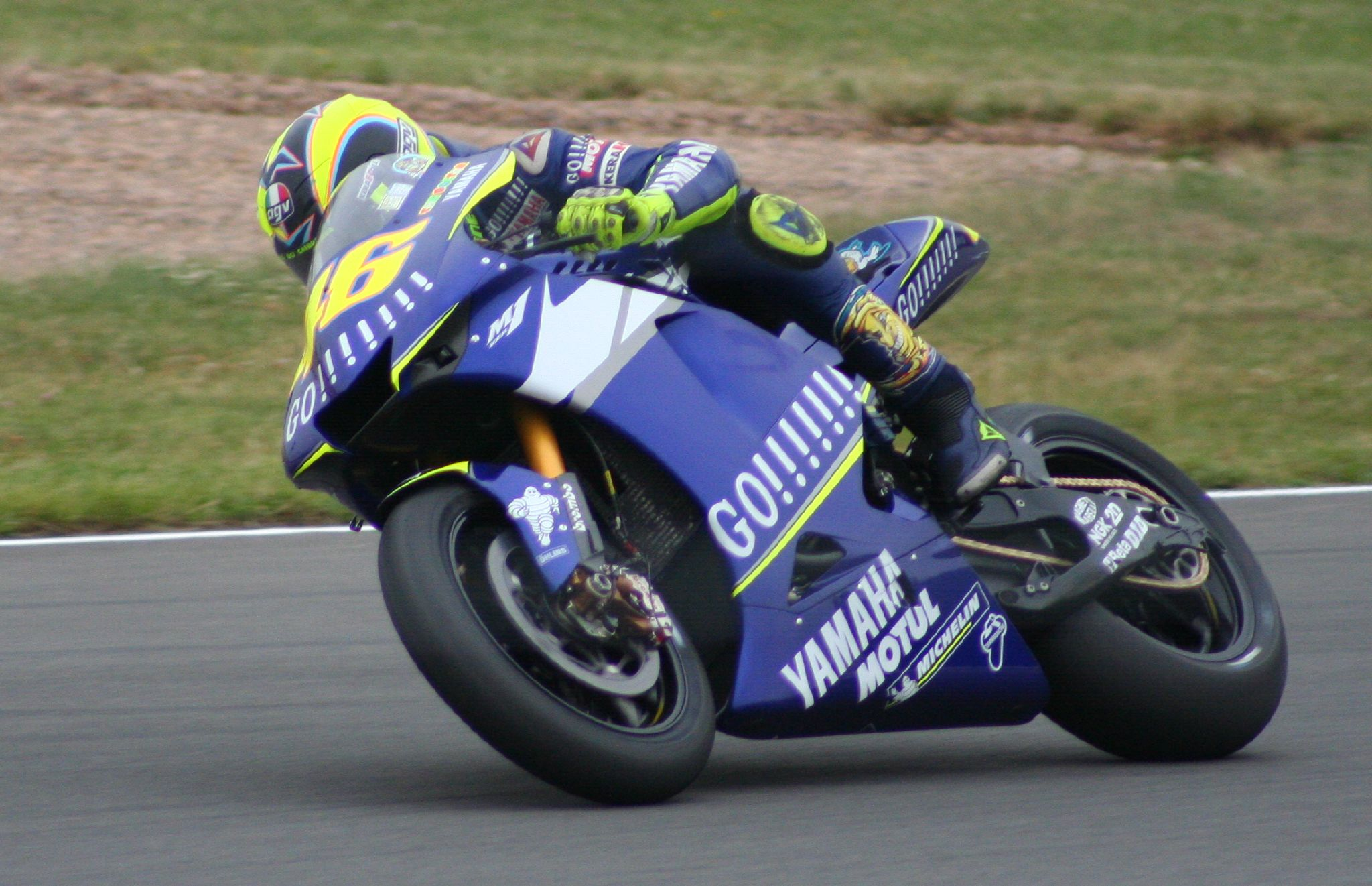
Rossi en su Yamaha YZR-M1 en 2005.

En 2004 Rossi, tras dejar Honda, la moto ganadora, compitió para Yamaha, ganando 9 carreras y consiguiendo el título. No solo ganó el título en su primer año en Yamaha, la marca de los diapasones venía de una importante sequía, sino que obtuvo una doble victoria moral alzándose en lo más alto del podio en la prueba inaugural en el circuito de Welkom sobre sus dos máximos rivales ese años, Max Biaggi y Sete Gibernau, quienes llevaban monturas Honda. Junto con lo anterior, Valentino se convirtió en el único piloto hasta la fecha en ganar dos carreras seguidas con diferentes marcas, en la carrera final del campeonato en Cheste y en la prueba inaugural del campeonato 2004, Welkom.
En 2005 ganó de nuevo el mundial de motociclismo en la carrera disputada en el circuito de Sepang, el 25 de septiembre de aquel año. Ganó 11 de las 18 carreras disputadas, sumó 16 podios, ganando 367 de 425 puntos posibles y se retiró solo una vez, en el Gran premio de Japón.

#### La sequía de resultados (2006-2007)

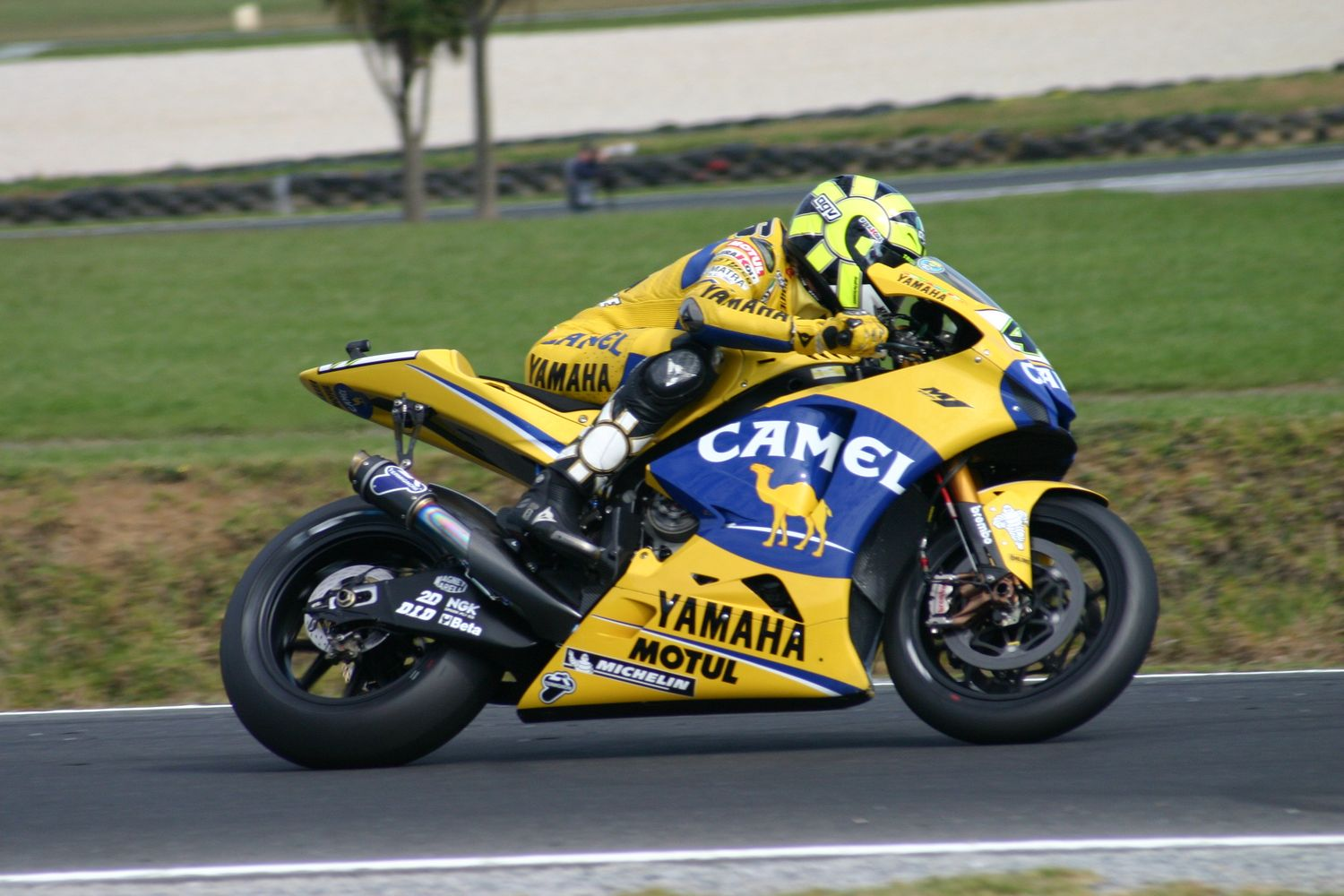
Su Yamaha YZR-M1 de 2006.

El 2 de agosto de 2005, Rossi renueva el contrato con Yamaha. La temporada 2006 sería muy irregular para Rossi en la cual se disputaría el título con el estadounidense Nicky Hayden. Rossi llegaría a Valencia con opciones de ganar el título pero una inesperada caída tras salir desde la pole le dejó sin opciones de ser campeón aunque finalizó la carrera en los puntos cediéndole el título a Hayden. Rossi cerraría la temporada clasificando segundo con 5 victorias, 6 menos que la temporada anterior y 5 podios.

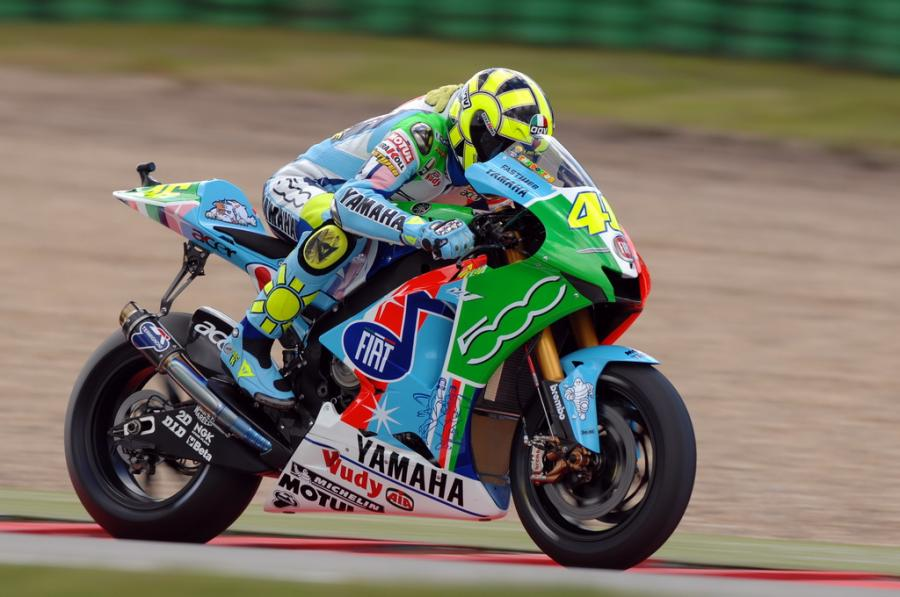
Rossi en el Gran Premio de los Países Bajos en Assen en 2007.

Para la temporada 2007 renovó con Yamaha y tuvo presentaciones muy irregulares: Ganó en Jerez, Mugello, Assen y Estoril (donde dedica el triunfo a Colin McRae fallecido el día anterior a la carrera), llega segundo en Losail, Shanghái y Montmeló (Barcelona), pero décimo en Estambul y sexto en Le Mans. Al término de la carrera de Holanda, Rossi es segundo a 21 puntos del australiano Casey Stoner y su Ducati.
En el Gran Premio de Japón Rossi está en la 13.ª posición y Casey Stoner es proclamado campeón. En la clasificación del último Gran Premio en Valencia, Rossi queda en el tercer puesto y completa su peor actuación en el mundial desde su noveno puesto en su debut en 1996.

#### El regreso del campeón (2008)
En 2008 vuelve con Yamaha pero con neumáticos Bridgestone en vez de Michelin. Pierde en las tres primeras carreras y Stoner, Pedrosa y su compañero de equipo, el debutante Jorge Lorenzo se alzan con el podio. Luego gana 3 carreras consecutivas.
Tras hacer la Pole Position y ganar la carrera en Indianápolis supera el récord de Giacomo Agostini de 68 victorias en la máxima categoría. Y su victoria número 70 en MotoGP llega en Motegi (GP de Japón) logrando así nuevamente el campeonato a falta de tres carreras para finalizar el mundial.
Tras ser segundo en Australia, ganar la carrera en Malasia y quedar tercero en Valencia, Rossi, con 373 puntos supera el récord de la mayor cantidad de puntos obtenidos en una sola temporada.

#### Noveno título mundial (2009)

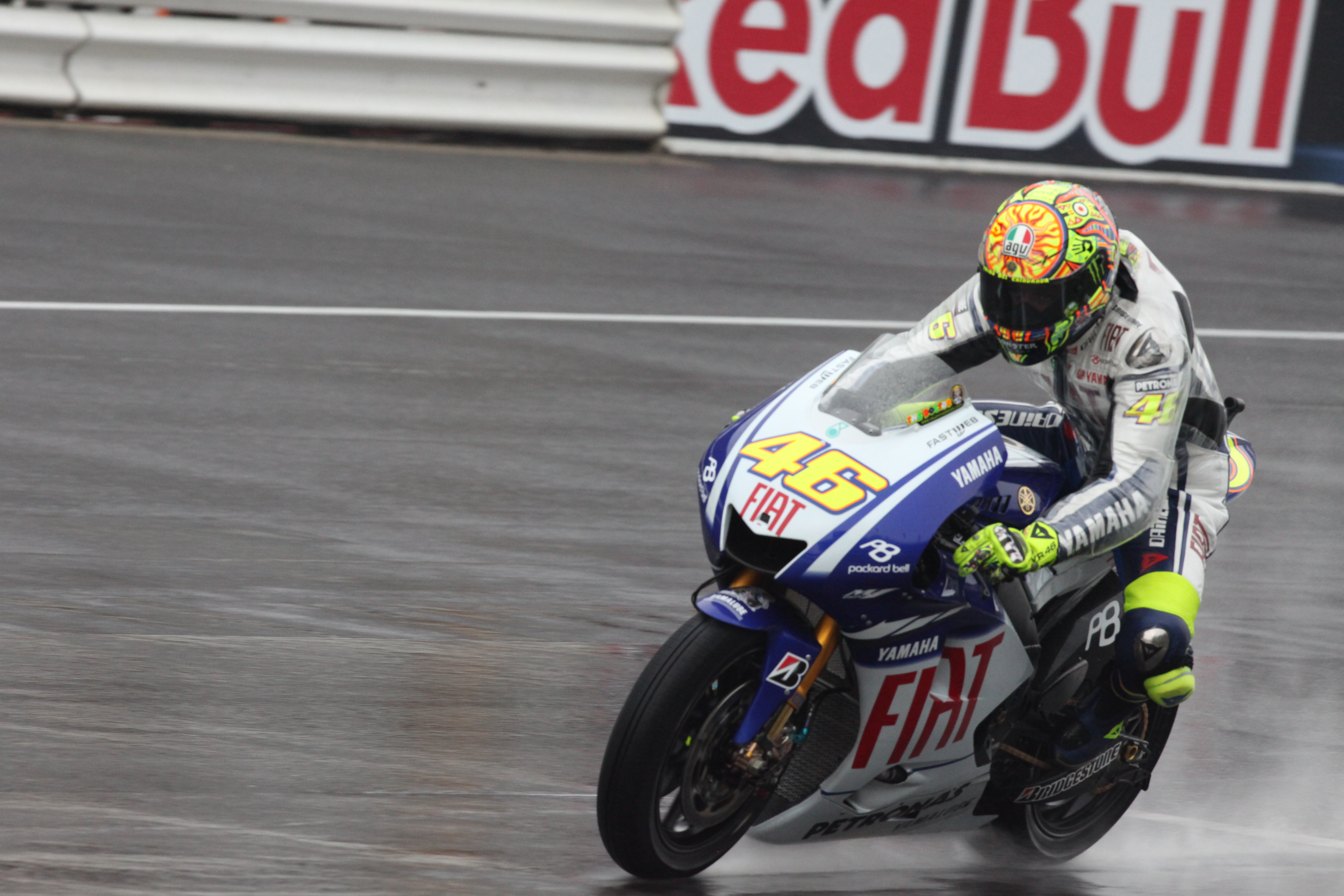
Rossi en el Indianapolis Motor Speedway durante los entrenamientos del Gran Premio de 2009.

En 2009, de nuevo con Yamaha, tras un tercer puesto en Mugello, Rossi termina primero.
El 27 de junio, en el Gran Premio de los Países Bajos en Assen, Valentino consigue la centésima victoria de su carrera y lo celebra con una gigantesca pancarta con fotos de cada una de sus 99 victorias anteriores. Queda en segunda posición en Laguna Seca, triunfa en Alemania y queda en quinta posición después de una caída en Indianápolis.

#### 2010: Año para olvidar
Este año Valentino gana la primera carrera en Catar y queda 3.º en Jerez y 2.º en LeMans. Luego sufre una caída en su circuito talismán, Mugello que le provoca una fractura de la tibia y el peroné derechos ante la triste mirada de sus "tifosi", perdiéndose así varias carreras y es dado de baja entre un mes y dos meses y medio. Fue enviado en helicóptero al Hospital de Florencia, donde sería operado esa misma tarde. Tres grandes premios después de su caída volvió a competir, con una Yamaha en el GP de Sachsenring. Llegó en cuarto puesto. El 25 de julio se disputa el Gran Premio de los Estados Unidos y llega en la tercera posición.
El 15 de agosto, tras el Gran Premio de la República Checa en Brno, se confirma su fichaje por Ducati. Figuraría cuarto en Indianápolis y tercero en San Marino y culmina con un sexto puesto en el GP de Aragón. En el GP de Malasia, Rossi consigue su segunda victoria de la temporada.
En el circuito australiano de Phillip Island termina tercero y en Portugal termina segundo. Queda en tercer lugar en el cierre de temporada en Cheste.

#### 2011/2012: La era Ducati
En 2011, Valentino iniciaba la aventura con la Ducati, un amor imposible. Comenzó el año mermado físicamente, algo que nunca había ocurrido antes. Sus operaciones de hombro (caída haciendo motocross) y pierna (rotura en los entrenamientos libres del GP de Italia 2010), le acarrearon más problemas de los esperados. Valentino se mantuvo muy lejos de la zona de cabeza durante toda la temporada y solo pudo lograr un podio en Le Mans (3.º puesto). Su séptimo puesto final solo le sitúa por delante del noveno de su temporada mundialista como debutante en 1996.
El año 2012 no iba a ser mejor para Valentino. A pesar de hacer cambios revolucionarios en la moto, no consiguió las prestaciones deseadas y la relación con Filippo Preziosi se empezó a deteriorar, hasta llegar al punto de abandonar Ducati a final de temporada sin haber conseguido ninguna victoria.

#### 2013: Retorno a Yamaha
Después de muchos rumores, la marca Yamaha confirmó en agosto de 2012 que Valentino sería su piloto junto a Jorge Lorenzo para la siguiente temporada. Sin duda una gran noticia para Yamaha y para Rossi, después de lo que vivió en lo que iba a ser su "sueño italiano" junto a Ducati, finalmente vuelve a la marca japonesa con más ilusión y ganas. Rossi logró una victoria en Assen, 6 podios, y 8 cuartos puestos, de modo que finalizó cuarto en el campeonato general.

#### 2014: Subcampeón del mundo
Dispuestos a hacer cambios, Rossi a finales de la temporada 2013, en concreto antes de llegar a Valencia lo confirmó, Jeremy Burgess no seguiría siendo el jefe de mecánicos después de 14 años juntos, 80 victorias en la categoría reina, 147 podios y nada menos que 7 títulos mundiales. El sustituto de Burgess en la nueva temporada 2014 será Silviano Galbusera, quien anteriormente ha trabajado con Yamaha en el Mundial de Superbike con Ben Spies y Marco Melandri y también ha acompañado a Marco en sus dos últimos años en BMW, la intención de Valentino es mantener al resto del equipo.
Rossi comenzó bien la temporada, obtuvo ocho podios, antes de conseguir su primera victoria del año en Misano. En Phillip Island, el italiano logró el triunfo, siendo la sexta victoria de Rossi en el circuito australiano, después de cinco victorias consecutivas de 2001 a 2005. Finalizó segundo en el campeonato de pilotos.

#### 2015: Subcampeón en un año de polémicas con Marc Márquez
Este es el año en el que Rossi estuvo más cerca de conseguir su décimo título desde su regreso a Yamaha. Además de la rivalidad con Jorge Lorenzo, compañero de equipo antes de marcharse a Ducati y con quien acabaría jugándose el campeonato, este año estuvo marcado por su rivalidad con Marc Márquez. Ambos pilotos mantenían una buena relación que se deterioró a lo largo del año por culpa de incidentes como los ocurridos en el Gran premio de Argentina y en el de Holanda en el que en la última chicana llegaron a tocarse y en la que el italiano acabaría llevándose la victoria tras hacer un recto. A esto siguieron diferentes acusaciones por parte del italiano asegurando que Márquez estaba tratando de beneficiar a Lorenzo en su lucha por el campeonato.

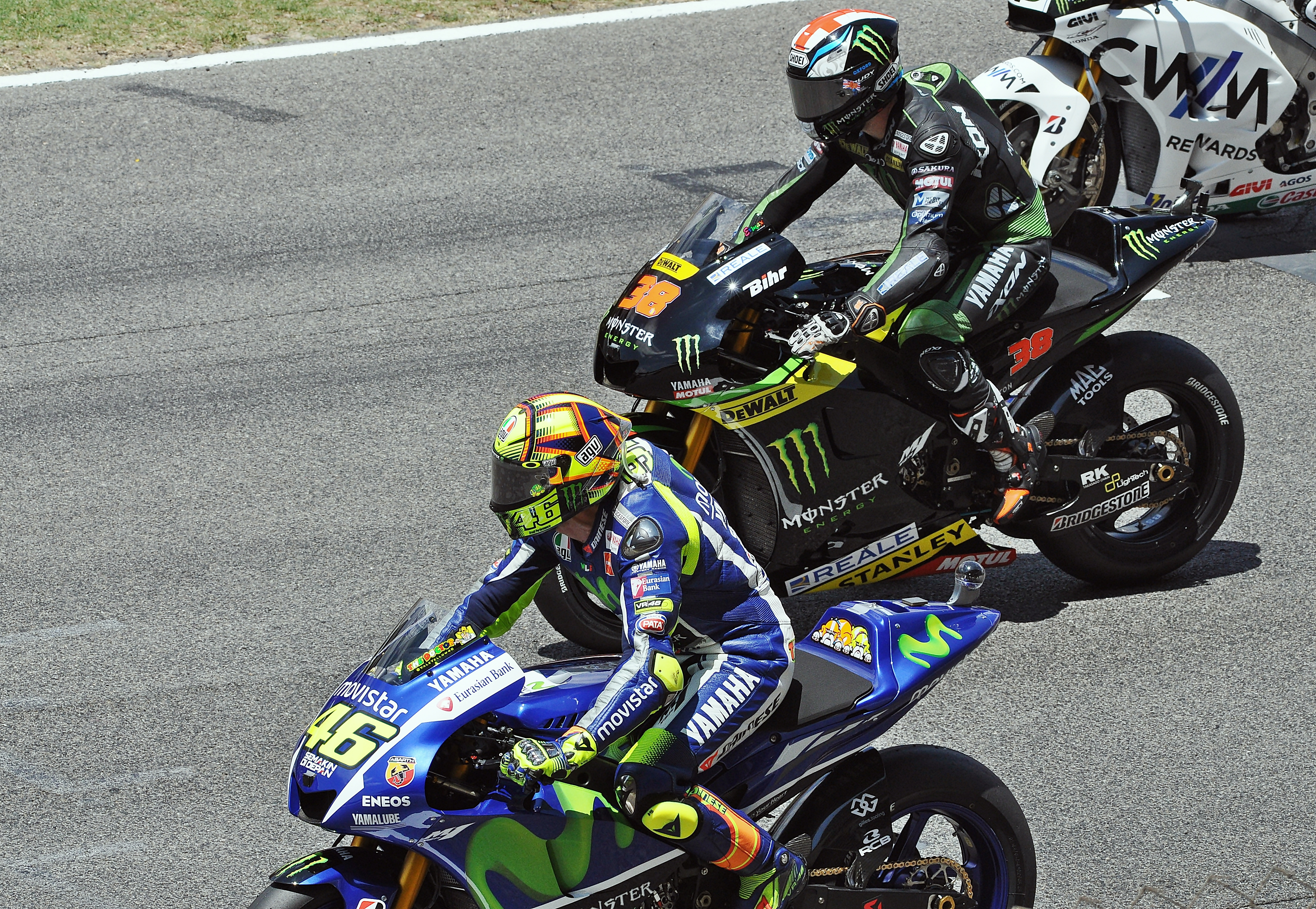
Rossi junto a Bradley Smith en la parrilla de salida de Montmeló en 2015.

A pesar de lo incidentes en las primeras 12 fechas de la temporada, Rossi logró estar en el podio en todas, destacando cuatro victorias en Catar, Argentina, Países Bajos y Gran Bretaña. En Misano, Rossi finalizó quinto, cortando la racha de 16 podios consecutivos.
Durante la penúltima carrera en Sepang Marc Márquez, sin posibilidades de ganar el campeonato y a pesar de salir desde la pole, acabó enzarzandose en una batalla por la tercera posición con Rossi. El catalán se mostró muy agresivo en los continuos adelantamientos que se sucedieron entre los dos. Rossi convencido de que el piloto de Honda estaba tratando de perjudicarle y al ver que no respetaba la regla no escrita de "no molestar" a los pilotos que se están jugando el campeonato mostró su enfado con diferentes gestos. Acabó por perder la calma, sacando deliberadamente al piloto de Honda de la trazada y empujándolo hasta que este terminó en el suelo. Dirección de carrera decidió castigar a Rossi por su acción obligándole a salir último en la prueba de Valencia que cerraba el campeonato. Esta medida ponía el título en bandeja a Lorenzo que solo debía remontar siete puntos al italiano. Los ánimos se caldearon y las declaraciones cruzadas se sucedieron, tanto la prensa española como la italiana elevaron el tono tomando partido por sus pilotos en un ejercicio de amarillismo. En Valencia desde la última posición Valentino Rossi consiguió escalar hasta la cuarta posición, por delante, Lorenzo se situó primero y dominó la carrera de principio a fin. Así el italiano quedó subcampeón, detrás de Lorenzo por 5 puntos, con un total de 4 victorias y 15 podios en un campeonato de altísimo nivel ensombrecido por las continuas acusaciones cruzadas de falta de deportividad.

#### 2016: Otra vez segundo
Antes de que comenzara la temporada 2016, Valentino Rossi anunciaría que continuará su carrera manteniendo su contrato en MotoGP hasta 2018. Yamaha dijo que Rossi estaría montando un YZR-M1 2016 que también incluye neumáticos ECU Michelin nuevos para MotoGP y los corredores. Al esperar un comienzo difícil en la temporada con los nuevos neumáticos, Rossi pudo ajustarse como lo dijo a los medios en Sepang. Rossi comenzó la temporada 2016 con el cuarto puesto en Catar, aunque a solo dos segundos de la victoria. En la próxima carrera en Argentina, Rossi regresó al podio con la segunda posición detrás de Marc Márquez luego de una colisión entre los pilotos de Ducati Andrea Iannone y Andrea Dovizioso en la última vuelta por la cual Iannone fue penalizado. La carrera se dividió en dos partes similares al Gran Premio de Australia de 2013, luego de que las preocupaciones sobre los neumáticos traseros Michelin obligaran a los pilotos a hacer una parada para cambiar de moto. Rossi había luchado con Márquez por el liderato en la primera mitad de la carrera, pero cayó al cuarto puesto con su segunda moto antes del último incidente de vuelta entre las Ducati. En Austin, Rossi sufrió su primer DNF desde el Gran Premio de Aragón 2014, poniendo fin a una carrera de 24 top 5 consecutivos después de estrellarse al inicio de la tercera vuelta. En Jerez, Rossi lideró la carrera de principio a fin, con la excepción de una esquina a Jorge Lorenzo, luego de obtener su 52.ª pole, la carrera marcó la primera vez en su carrera de MotoGP que Rossi lideró cada vuelta de una carrera desde la pole. En Le Mans, Rossi comenzó séptimo en la parrilla pero se recuperó en la carrera para terminar segundo con la vuelta más rápida de la carrera. Rossi sufrió un fallo de motor en su carrera de Roma en Mugello cuando siguió de cerca a Lorenzo por el liderato luego de comenzar desde la pole. Fue el primer fallo técnico de Rossi desde el Gran Premio de San Marino de 2007. Rossi se recuperó en Cataluña al ganar desde la séptima posición en la primera vuelta después de una carrera final con Márquez. Rossi dedicó la victoria a la familia del expiloto de Moto2 Luis Salom, quien falleció luego de un choque en los entrenamientos del viernes. La primera carrera celebrada el domingo en Assen vio la decepción de Rossi, ya que las condiciones de humedad lo vieron caer de una ventaja cómoda en una carrera reiniciada luego de una bandera roja en condiciones torrenciales. Asumiendo el liderato en la segunda carrera, Rossi marcó la vuelta más rápida, pero continuó empujando antes de estrellarse debido a lo que llamó un "error estúpido". Más lluvia en Sachsenring vio a Rossi en la lucha por la victoria de nuevo, sin embargo, una decisión tardía de cambiar las motos en condiciones de secado; como lo hizo desde el Gran Premio de San Marino 2015 combinado con el uso de neumáticos intermedios en lugar de manijas como Márquez, lo vio llegar a meta en octava posición.
Después de las vacaciones de verano, el regreso de MotoGP a Austria por primera vez desde 1997, vio a Ducati dominar para un final de 1-2, y Rossi llegó 4.º detrás de Jorge Lorenzo. Otra carrera mojada en Brno vio a Rossi ir contra la mayoría del campo al elegir el neumático mojado trasero más duro. Inicialmente, parecía un error al caer de la 6 a la 12 posición, pero se recuperó durante la carrera para terminar segundo detrás de Cal Crutchlow. Silverstone vio que Rossi se alineaba segundo en la parrilla detrás del local Crutchlow, y luego de una intensa batalla con Márquez, finalmente terminó tercero detrás de Crutchlow y el ganador de la carrera, Maverick Viñales. Una semana después, Rossi terminó segundo en su carrera en casa de Misano. Después de liderar la mayor parte de la carrera, Dani Pedrosa lo adelanto en las últimas vueltas. Rossi volvió a liderar durante un período en Aragón antes de terminar finalmente tercero.
Las carreras del final de la temporada empezaron mal para Rossi luego de una caída en Motegi al salir desde la pole y la caída de Lorenzo pusieron en bandeja el título de campeón a Márquez que acabaría ganando la carrera. Rossi comenzó el 15 en Phillip Island después de que la lluvia afectó a la clasificación, pero se recuperó para terminar segundo en la carrera. Rossi quedaría en segunda posición en condiciones de humedad en Sepang, detrás de Andrea Dovizioso, quien volvió a liderar por períodos, y el resultado que obtuvo le aseguró el subcampeónato en el mundial por tercer año consecutivo. La temporada concluyó como 2015, con el 4.º lugar en Valencia, después de una larga batalla con Iannone.

## Sanciones
Durante la carrera del Circuito Internacional de Sepang (Malasia), el 25 de octubre de 2015, Marc Márquez tuvo una caída tras un polémico incidente en el que Rossi le da una patada a Marc Márquez en plena carrera sacándole del circuito.
La Dirección de Carrera del circuito de Malasia, el 25 de octubre de 2015, después de visionar la carrera realizada, aprecia que la actuación de Rossi al apartar con la rodilla de su pierna izquierda a la moto de Marc Márquez, sacándole de la trazada del circuito, es totalmente incorrecta, por esta acción en su forma de proceder durante la carrera, ha decidido sancionar a Valentino Rossi con tres puntos en el carné de piloto, lo que sumado al punto de penalización que ya tiene por conducción irresponsable en el circuito de Misano Adriático (Gran Premio de San Marino), hacen que tenga que salir último en la carrera a celebrar en el Circuito Ricardo Tormo en la localidad española de Cheste.
Rossi presentó un recurso de apelación ante la Corte de Arbitraje del Deporte (TAS) pero fue desestimado, al ser considerado que había desplazado deliberadamente a Márquez hasta hacerlo salir de la pista.

## Problemas fiscales

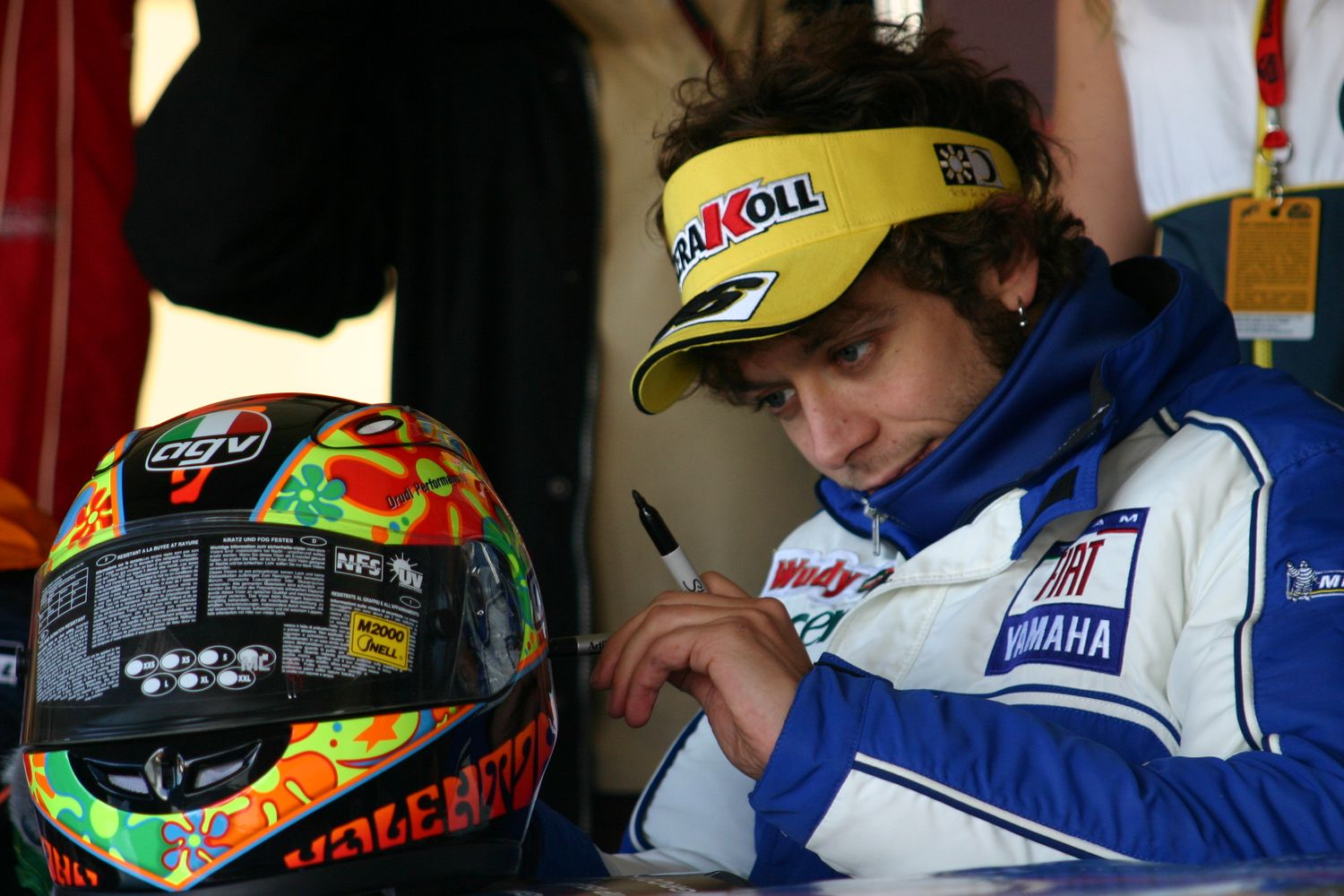
Valentino Rossi autografía un casco.

El 3 de agosto de 2007 la agencia de impuestos de Pesaro acusó a Rossi de no haber declarado impuestos por sus ganancias entre 2000 y 2004. Según dijeron los oficiales italianos, su residencia en Londres le permitía tomar ventaja de ciertas situaciones como era solo estar obligado a declarar las ganancias hechas en Inglaterra, pero a pesar de tener una residencia allí la mayoría de sus operaciones eran manejadas desde Italia.
En febrero de 2008 llegó a un acuerdo con la agencia de impuestos para pagar 19 millones de euros por el periodo 2000-2004 y 16 millones por el periodo 2005-2006: 30 millones de impuestos por sus ganancias y 4,8 millones como multa por la evasión fiscal
Tras sus problemas con Hacienda, Valentino decidió cambiar de nuevo su residencia en 2008: ahora vive en Tavullia cerca de todos los suyos, un pequeño pueblo de la región de Urbino de apenas 7000 habitantes.

## Retirada del motociclismo
El 5 de agosto de 2021, después de 26 temporadas anuncia en una rueda de prensa su retirada del mundial de motociclismo al finalizar la misma temporada.
El 14 de noviembre de 2021 Valentino Rossi finalizó su carrera en Moto GP en el circuito Ricardo Tormo en Cheste, Valencia.

## Automovilismo

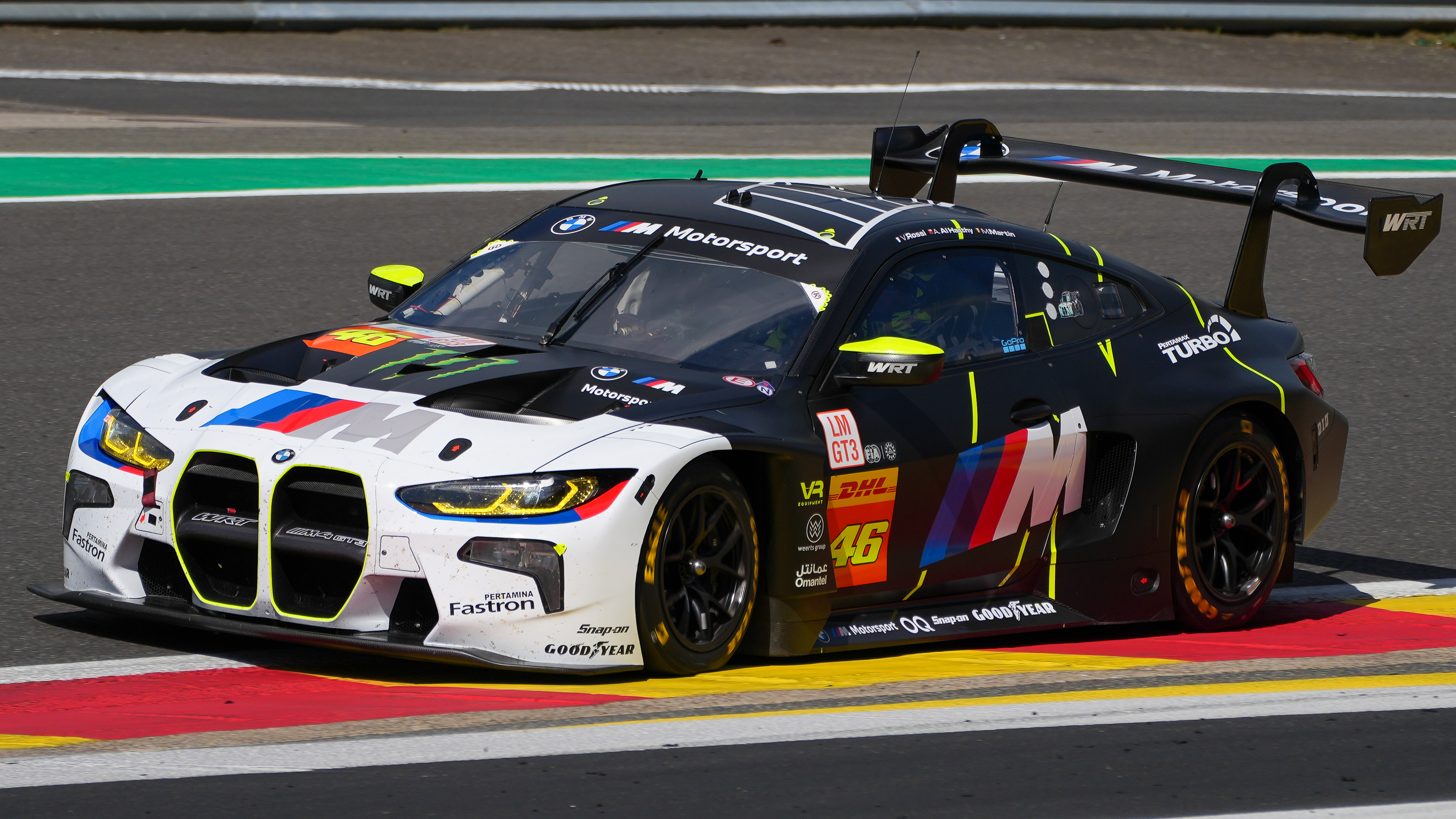
El BMW M4 GT3 n.º 46 del Team WRT pilotado por Rossi, Maxime Martin y Ahmad Al Harthy en el Campeonato Mundial de Resistencia de la FIA de 2024

También apasionado por el automovilismo, Rossi participó en 2002 en el Campeonato Mundial de Rally, a bordo de un Peugeot 206 WRC en el Rally de Gran Bretaña. Participó también en el Monza Rally Show ganando las ediciones 2006 (en la que compitió contra Colin McRae), 2007, 2012, 2015, 2016, 2017 y 2018 junto a Carlo Cassina y consiguió un buen segundo puesto en 2008 así como en el Master Show. En 2006, su segunda participación en el mundial de Rally lo deja en el puesto 11 a bordo de un Subaru Impreza WRC y en diciembre de 2008 participa en la última prueba del campeonato: El Rally de Gales y termina 12.º pilotando un Ford Focus WRC.
En 2006 y en 2008 realizó pruebas en los Ferrari de Fórmula 1 de los respectivos años. En 2006, el primer día de pruebas en Valencia, quedó noveno de 15 participantes, a un segundo del mejor tiempo que fue marcado por Michael Schumacher. Las pruebas de 2008 fueron privadas, en Mugello, y Rossi quedó a 1.5 segundos en comparación con el tiempo de Kimi Räikkönen hecho tiempo antes. En 2010 volvió a hacer pruebas a bordo del Ferrari F2008.
Existieron especulaciones sobre la posibilidad de que Rossi dejara el motociclismo para unirse a Ferrari, pero estas fueron desestimadas por el propio piloto.
En 2013 probó un vehículo de NASCAR de Kyle Busch en el Charlotte Motor Speedway.
Rossi compitió en las 12 horas del Golfo de 2019 en Yas Marina a bordo de un Ferrari 488 GT3.
En diciembre de 2019, participó en un evento patrocinado junto al entonces campeón de Fórmula 1 Lewis Hamilton, en el Circuito Ricardo Tormo de Valencia. Rossi condujo el Mercedes de 2017 (Mercedes AMG F1 W08 EQ Power+) y el británico una Yamaha YZR-M1.
En enero de 2022 fue anunciada su participación a tiempo completo en el GT World Challenge Europe con Equipo WRT. Manejó un Audi R8 LMS con el número que utilizó en toda su carrera en el motociclismo, el 46.

## Cascos

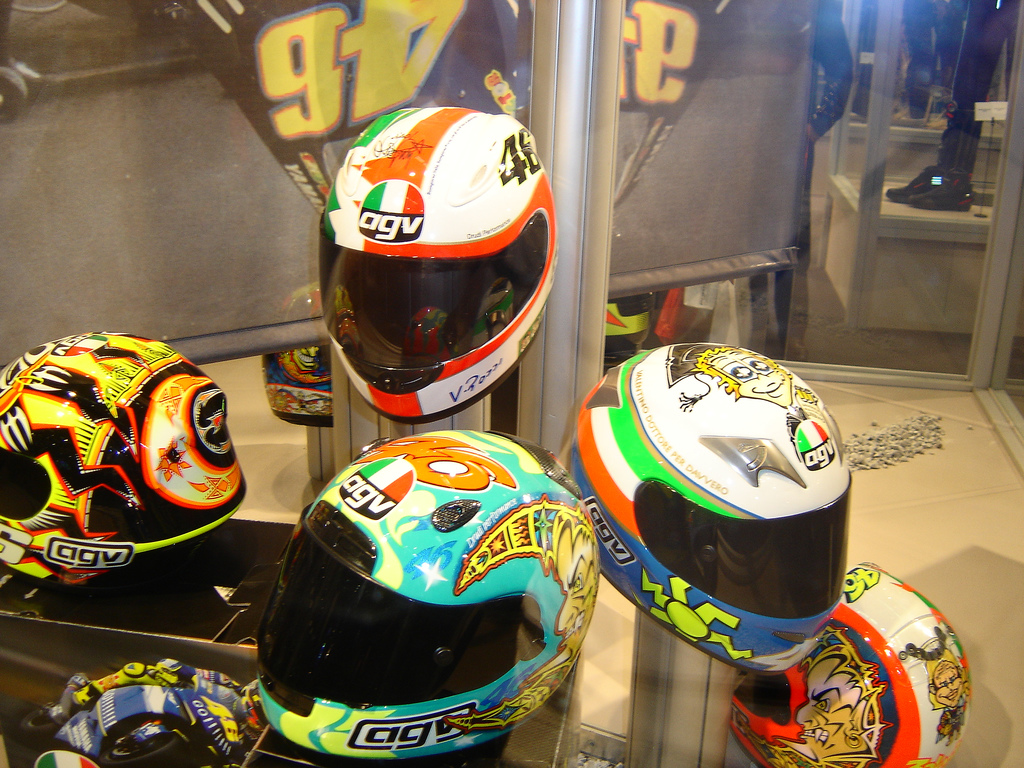
Algunos cascos conmemorativos de Valentino.

Valentino Rossi ha utilizado una gran cantidad de cascos a lo largo de su carrera, la mayoría de ellos mostrando el diseño del sol y la luna que significan, según Rossi, los dos lados de su personalidad. El artista que diseña actualmente los cascos de Valentino es Aldo Drudi y gran parte de su colección ha salido bajo la marca de cascos Amisano Gino Valenza (AGV).

## Su vida como personaje público
Valentino Rossi forma, junto a Giacomo Agostini, Casey Stoner y Jorge Lorenzo el póker de pilotos capaces de revalidar la corona tras no obtenerla durante más de una temporada.
Es conocido por sus excentricidades dentro y fuera de la pista, como por ejemplo vestirse de preso después de una carrera, pintar la moto estilo hippie (esto fue un concurso de Repsol), etc. Ello ha hecho que se fragüe su marca personal.

## Resumen de carrera

### Motociclismo

#### Por categoría
| Cat.   | Temporadas | Primer GP      | Primer podio | Primera victoria     | Carreras | Victorias | Podios | Poles | V.Ráp. | Pts. | CM |
| ------ | ---------- | -------------- | ------------ | -------------------- | -------- | --------- | ------ | ----- | ------ | ---- | -- |
| 125cc  | 1996-1997  | Malasia 1996   | Austria 1996 | República Checa 1996 | 30       | 12        | 15     | 5     | 9      | 432  | 1  |
| 250cc  | 1998-1999  | Japón 1998     | España 1998  | Países Bajos 1998    | 30       | 14        | 21     | 5     | 11     | 510  | 1  |
| 500cc  | 2000-2001  | Sudáfrica 2000 | España 2000  | Gran Bretaña 2000    | 32       | 13        | 23     | 4     | 15     | 534  | 1  |
| MotoGP | 2002-2021  | Japón 2002     | Japón 2002   | Japón 2002           | 340      | 76        | 176    | 51    | 61     | 4881 | 6  |
| Total  | 1996–2021  | 1996–2021      | 1996–2021    | 1996–2021            | 432      | 115       | 235    | 65    | 96     | 6357 | 9  |

#### Por temporada
| Temporada | Cat.   | Moto    | Equipo                       | Carreras | Victorias | Podios | Poles | V.Ráp. | Pts. | Pos. |
| --------- | ------ | ------- | ---------------------------- | -------- | --------- | ------ | ----- | ------ | ---- | ---- |
| 1996      | 125cc  | Aprilia | Scuderia AGV Aprilia         | 15       | 1         | 2      | 1     | 2      | 111  | 9.º  |
| 1997      | 125cc  | Aprilia | Nastro Azzurro Aprilia       | 15       | 11        | 13     | 4     | 7      | 321  | 1.º  |
| 1998      | 250cc  | Aprilia | Nastro Azzurro Aprilia       | 14       | 5         | 9      | 0     | 3      | 201  | 2.º  |
| 1999      | 250cc  | Aprilia | Nastro Azzurro Aprilia       | 16       | 9         | 12     | 5     | 8      | 309  | 1.º  |
| 2000      | 500cc  | Honda   | Nastro Azzurro Honda         | 16       | 2         | 10     | 0     | 5      | 209  | 2.º  |
| 2001      | 500cc  | Honda   | Nastro Azzurro Honda         | 16       | 11        | 13     | 4     | 10     | 325  | 1.º  |
| 2002      | MotoGP | Honda   | Repsol Honda Team            | 16       | 11        | 15     | 7     | 9      | 355  | 1.º  |
| 2003      | MotoGP | Honda   | Repsol Honda Team            | 16       | 9         | 16     | 9     | 12     | 357  | 1.º  |
| 2004      | MotoGP | Yamaha  | Gauloises Fortuna Yamaha     | 16       | 9         | 11     | 5     | 3      | 304  | 1.º  |
| 2005      | MotoGP | Yamaha  | Gauloises Yamaha Team        | 17       | 11        | 16     | 5     | 6      | 367  | 1.º  |
| 2006      | MotoGP | Yamaha  | Camel Yamaha Team            | 17       | 5         | 10     | 5     | 4      | 247  | 2.º  |
| 2007      | MotoGP | Yamaha  | Fiat Yamaha Team             | 18       | 4         | 8      | 4     | 3      | 241  | 3.º  |
| 2008      | MotoGP | Yamaha  | Fiat Yamaha Team             | 18       | 9         | 16     | 2     | 5      | 373  | 1.º  |
| 2009      | MotoGP | Yamaha  | Fiat Yamaha Team             | 17       | 6         | 13     | 7     | 6      | 306  | 1.º  |
| 2010      | MotoGP | Yamaha  | Fiat Yamaha Team             | 14       | 2         | 10     | 1     | 2      | 233  | 3.º  |
| 2011      | MotoGP | Ducati  | Ducati Team                  | 17       | 0         | 1      | 0     | 1      | 139  | 7.º  |
| 2012      | MotoGP | Ducati  | Ducati Team                  | 18       | 0         | 2      | 0     | 1      | 163  | 6.º  |
| 2013      | MotoGP | Yamaha  | Yamaha Factory Racing        | 18       | 1         | 6      | 0     | 1      | 237  | 4.º  |
| 2014      | MotoGP | Yamaha  | Movistar Yamaha MotoGP       | 18       | 2         | 13     | 1     | 1      | 295  | 2.º  |
| 2015      | MotoGP | Yamaha  | Movistar Yamaha MotoGP       | 18       | 4         | 15     | 1     | 4      | 325  | 2.º  |
| 2016      | MotoGP | Yamaha  | Movistar Yamaha MotoGP       | 18       | 2         | 10     | 3     | 2      | 249  | 2.º  |
| 2017      | MotoGP | Yamaha  | Movistar Yamaha MotoGP       | 17       | 1         | 6      | 0     | 0      | 208  | 5.º  |
| 2018      | MotoGP | Yamaha  | Movistar Yamaha MotoGP       | 18       | 0         | 5      | 1     | 0      | 198  | 3.º  |
| 2019      | MotoGP | Yamaha  | Monster Energy Yamaha MotoGP | 19       | 0         | 2      | 0     | 1      | 174  | 7.º  |
| 2020      | MotoGP | Yamaha  | Monster Energy Yamaha MotoGP | 12       | 0         | 1      | 0     | 0      | 66   | 15.º |
| 2021      | MotoGP | Yamaha  | Petronas Yamaha SRT          | 18       | 0         | 0      | 0     | 0      | 44   | 18.º |
| Total     | Total  | Total   | Total                        | 432      | 115       | 235    | 65    | 96     | 6357 | 9    |

### Automovilismo
| Temporada | Categoría                                           | Equipo                             | Carreras     | Victorias    | Poles        | VR           | Podios       | Puntos       | Pos.         |
| --------- | --------------------------------------------------- | ---------------------------------- | ------------ | ------------ | ------------ | ------------ | ------------ | ------------ | ------------ |
| 1998      | Monza Rally Show                                    | Martini Rally                      | 1            | 0            | 0            | 0            | 0            | 0            | NC           |
| 1999      | Monza Rally Show                                    | Breil WRC Team                     | 1            | 0            | 0            | 0            | 0            | 4            | 8.º          |
| 2000      | Monza Rally Show                                    | Beta-Husky Rally Monza Team        | 1            | 0            | 0            | 0            | 0            | 0            | NC           |
| 2002      | Campeonato Mundial de Rally                         | Michelin Grifone                   | 1            | 0            | 0            | 0            | 0            | 0            | NC           |
| 2003      | Monza Rally Show                                    | Nastro Azzurro Monza Rally Team    | 1            | 0            | 0            | 0            | 0            | 6            | 7.º          |
| 2004      | Monza Rally Show                                    | Alice WRC Team                     | 1            | 0            | 0            | 0            | 1            | 15           | 3.º          |
| 2005      | Monza Rally Show                                    | Subaru World Rally Team            | 1            | 0            | 0            | 0            | 1            | 18           | 2.º          |
| 2006      | Campeonato Mundial de Rally                         | Imatra RC                          | 1            | 0            | 0            | 0            | 0            | 0            | NC           |
| 2006      | Monza Rally Show                                    | Fastweb Imatra Rally Team          | 1            | 1            | 0            | 0            | 1            | 25           | 1.º          |
| 2007      | Monza Rally Show                                    | Beta Rally Team                    | 1            | 1            | 0            | 0            | 1            | 25           | 1.º          |
| 2008      | Campeonato Mundial de Rally                         | Stobart VK M-Sport Ford Rally Team | 1            | 0            | 0            | 0            | 0            | 0            | NC           |
| 2008      | Monza Rally Show                                    | Beta Rally Team                    | 1            | 0            | 0            | 0            | 1            | 18           | 2.º          |
| 2009      | Monza Rally Show                                    | Monster Energy-Beta Team           | 1            | 0            | 0            | 0            | 1            | 18           | 2.º          |
| 2011      | Monza Rally Show                                    | Monster Energy-Sic58 RallyTeam     | 1            | 0            | 0            | 0            | 1            | 18           | 2.º          |
| 2012      | Blancpain Endurance Series                          | Kessel Racing Ferrari              | 2            | 0            | 0            | 0            | 0            | 0            | NC           |
| 2012      | Monza Rally Show                                    | Monster Energy Rally Team          | 1            | 1            | 0            | 0            | 1            | 25           | 1.º          |
| 2013      | Monza Rally Show                                    | Monster Energy Team                | 1            | 0            | 0            | 0            | 1            | 18           | 2.º          |
| 2014      | Monza Rally Show                                    | Monster Energy Team                | 1            | 0            | 0            | 0            | 1            | 18           | 2.º          |
| 2015      | Monza Rally Show                                    | Monster Energy VR46 Rally Team     | 1            | 1            | 0            | 0            | 1            | 25           | 1.º          |
| 2016      | Monza Rally Show                                    | Monster Energy VR46 Rally Team     | 1            | 1            | 0            | 0            | 1            | 25           | 1.º          |
| 2017      | Monza Rally Show                                    | Monster Energy VR46 Rally Team     | 1            | 1            | 0            | 0            | 1            | 25           | 1.º          |
| 2018      | Monza Rally Show                                    | Monster Energy VR46 Rally Team     | 1            | 1            | 0            | 0            | 1            | 25           | 1.º          |
| 2019      | 12 Horas de Gulf                                    | Monster Energy VR46 Kessel Racing  | 1            | 0            | 0            | 0            | 1            | N/A          | 3.º          |
| 2020      | 12 Horas de Gulf                                    | Monster VR46 Kessel Racing         | 1            | 0            | 0            | 0            | 1            | N/A          | 3.º          |
| 2022      | GT World Challenge Europe Endurance Cup             | Monster VR46 Team WRT              | 5            | 0            | 0            | 0            | 0            | 30           | 16.º         |
| 2022      | GT World Challenge Europe Sprint Cup                | Monster VR46 Team WRT              | 10           | 0            | 0            | 0            | 0            | 8            | 16.º         |
| 2023      | 24H GT Series - GT3                                 | KFC VR46 with Team WRT             | 1            | 0            | 0            | 0            | 1            | ?            | ?            |
| 2023      | GT World Challenge Europe Endurance Cup             | Team WRT                           | 5            | 0            | 0            | 0            | 0            | 13           | 15.º         |
| 2023      | GT World Challenge Europe Sprint Cup                | Team WRT                           | 10           | 1            | 1            | 0            | 3            | 50           | 5.º          |
| 2023      | Intercontinental GT Challenge                       | Team WRT                           | 3            | 0            | 0            | 0            | 1            | 38           | 13.º         |
| 2023      | Le Mans Cup - GT3                                   | Team WRT                           | 2            | 1            | 0            | 0            | 1            | 0            | NC†          |
| 2023      | 12 Horas de Gulf                                    | BMW M Team WRT                     | 1            | 0            | 0            | 0            | 1            | N/A          | 2.º          |
| 2024      | Campeonato Mundial de Resistencia de la FIA - LMGT3 | Team WRT                           | 8            | 0            | 0            | 1            | 2            | 61           | 6.º          |
| 2024      | GT World Challenge Europe Endurance Cup             | Team WRT                           | 5            | 0            | 0            | 0            | 0            | 34           | 9.º          |
| 2024      | GT World Challenge Europe Sprint Cup                | Team WRT                           | 4            | 1            | 1            | 0            | 2            | 27           | 8.º          |
| 2024      | Intercontinental GT Challenge                       | BMW M Team WRT                     | 2            | 0            | 0            | 0            | 0            | 14           | 17.º         |
| 2025      | Campeonato Mundial de Resistencia de la FIA - LMGT3 | Team WRT                           | Disputándose | Disputándose | Disputándose | Disputándose | Disputándose | Disputándose | Disputándose |
| Fuente:   |                                                     |                                    |              |              |              |              |              |              |              |

- † Rossi era piloto invitado, por lo que no sumó puntos.

## Resultados

### Motociclismo

#### Campeonato Mundial de Motocilismo
| Año  | Cat.   | Moto    | 1       | 2       | 3       | 4       | 5       | 6       | 7       | 8       | 9       | 10      | 11      | 12      | 13      | 14      | 15      | 16      | 17     | 18      | 19     | Pos. | Pts. |
| ---- | ------ | ------- | ------- | ------- | ------- | ------- | ------- | ------- | ------- | ------- | ------- | ------- | ------- | ------- | ------- | ------- | ------- | ------- | ------ | ------- | ------ | ---- | ---- |
| 1996 | 125cc  | Aprilia | MAL 6   | INA 11  | JPN 11  | SPA 4   | ITA 4   | FRA Ret | NED Ret | GER 5   | GBR Ret | AUT 3   | CZE 1   | IMO 5   | CAT Ret | RIO Ret | AUS 14  |         |        |         |        | 9.º  | 111  |
| 1997 | 125cc  | Aprilia | MAL 1   | JPN Ret | SPA 1   | ITA 1   | AUT 2   | FRA 1   | NED 1   | IMO 1   | GER 1   | RIO 1   | GBR 1   | CZE 3   | CAT 1   | INA 1   | AUS 6   |         |        |         |        | 1.º  | 321  |
| 1998 | 250cc  | Aprilia | JPN Ret | MAL Ret | SPA 2   | ITA 2   | FRA 2   | MAD Ret | NED 1   | GBR Ret | GER 3   | CZE Ret | IMO 1   | CAT 1   | AUS 1   | ARG 1   |         |         |        |         |        | 2.º  | 201  |
| 1999 | 250cc  | Aprilia | MAL 5   | JPN 7   | SPA 1   | FRA Ret | ITA 1   | CAT 1   | NED 2   | GBR 1   | GER 1   | CZE 1   | IMO 2   | VAL 8   | AUS 1   | RSA 1   | RIO 1   | ARG 3   |        |         |        | 1.º  | 309  |
| 2000 | 500cc  | Honda   | RSA Ret | MAL Ret | JPN 11  | SPA 3   | FRA 3   | ITA 12  | CAT 3   | NED 6   | GBR 1   | GER 2   | CZE 2   | POR 3   | VAL Ret | RIO 1   | PAC 2   | AUS 3   |        |         |        | 2.º  | 209  |
| 2001 | 500cc  | Honda   | JPN 1   | RSA 1   | SPA 1   | FRA 3   | ITA Ret | CAT 1   | NED 2   | GBR 1   | GER 7   | CZE 1   | POR 1   | VAL 11  | PAC 1   | AUS 1   | MAL 1   | RIO 1   |        |         |        | 1.º  | 323  |
| 2002 | MotoGP | Honda   | JPN 1   | RSA 2   | SPA 1   | FRA 1   | ITA 1   | CAT 1   | NED 1   | GBR 1   | GER 1   | CZE Ret | POR 1   | RIO 1   | PAC 2   | MAL 2   | AUS 1   | VAL 2   |        |         |        | 1.º  | 355  |
| 2003 | MotoGP | Honda   | JPN 1   | RSA 2   | SPA 1   | FRA 2   | ITA 1   | CAT 2   | NED 3   | GBR 3   | GER 2   | CZE 1   | POR 1   | RIO 1   | PAC 2   | MAL 1   | AUS 1   | VAL 1   |        |         |        | 1.º  | 357  |
| 2004 | MotoGP | Yamaha  | RSA 1   | SPA 4   | FRA 4   | ITA 1   | CAT 1   | NED 1   | RIO Ret | GER 4   | GBR 1   | CZE 2   | POR 1   | JPN 2   | QAT Ret | MAL 1   | AUS 1   | VAL 1   |        |         |        | 1.º  | 304  |
| 2005 | MotoGP | Yamaha  | SPA 1   | POR 2   | CHN 1   | FRA 1   | ITA 1   | CAT 1   | NED 1   | USA 3   | GBR 1   | GER 1   | CZE 1   | JPN Ret | MAL 2   | QAT 1   | AUS 1   | TUR 2   | VAL 3  |         |        | 1.º  | 367  |
| 2006 | MotoGP | Yamaha  | SPA 14  | QAT 1   | TUR 4   | CHN Ret | FRA Ret | ITA 1   | CAT 1   | NED 8   | GBR 2   | GER 1   | USA Ret | CZE 2   | MAL 1   | AUS 3   | JPN 2   | POR 2   | VAL 13 |         |        | 2.º  | 247  |
| 2007 | MotoGP | Yamaha  | QAT 2   | SPA 1   | TUR 10  | CHN 2   | FRA 6   | ITA 1   | CAT 2   | GBR 4   | NED 1   | GER Ret | USA 4   | CZE 7   | RSM Ret | POR 1   | JPN 13  | AUS 3   | MAL 5  | VAL Ret |        | 3.º  | 241  |
| 2008 | MotoGP | Yamaha  | QAT 5   | SPA 2   | POR 3   | CHN 1   | FRA 1   | ITA 1   | CAT 2   | GBR 2   | NED 11  | GER 2   | USA 1   | CZE 1   | RSM 1   | IND 1   | JPN 1   | AUS 2   | MAL 1  | VAL 3   |        | 1.º  | 373  |
| 2009 | MotoGP | Yamaha  | QAT 2   | JPN 2   | SPA 1   | FRA 16  | ITA 3   | CAT 1   | NED 1   | USA 2   | GER 1   | GBR 5   | CZE 1   | IND Ret | RSM 1   | POR 4   | AUS 2   | MAL 3   | VAL 2  |         |        | 1.º  | 306  |
| 2010 | MotoGP | Yamaha  | QAT 1   | SPA 3   | FRA 2   | ITA     | GBR     | NED     | CAT     | GER 4   | USA 3   | CZE 5   | IND 4   | RSM 3   | ARA 6   | JPN 3   | MAL 1   | AUS 3   | POR 2  | VAL 3   |        | 3.º  | 233  |
| 2011 | MotoGP | Ducati  | QAT 7   | SPA 5   | POR 5   | FRA 3   | CAT 5   | GBR 6   | NED 4   | ITA 6   | GER 9   | USA 6   | CZE 6   | IND 10  | RSM 7   | ARA 10  | JPN Ret | AUS Ret | MAL C  | VAL Ret |        | 7.º  | 139  |
| 2012 | MotoGP | Ducati  | QAT 10  | SPA 9   | POR 7   | FRA 2   | CAT 7   | GBR 9   | NED 13  | GER 6   | ITA 5   | USA Ret | IND 7   | CZE 7   | RSM 2   | ARA 8   | JPN 7   | MAL 5   | AUS 7  | VAL 10  |        | 6.º  | 163  |
| 2013 | MotoGP | Yamaha  | QAT 2   | AME 6   | SPA 4   | FRA 12  | ITA Ret | CAT 4   | NED 1   | GER 3   | USA 3   | IND 4   | CZE 4   | GBR 4   | RSM 4   | ARA 3   | MAL 4   | AUS 3   | JPN 6  | VAL 4   |        | 4.º  | 237  |
| 2014 | MotoGP | Yamaha  | QAT 2   | AME 8   | ARG 4   | SPA 2   | FRA 2   | ITA 3   | CAT 2   | NED 5   | GER 4   | IND 3   | CZE 3   | GBR 3   | RSM 1   | ARA Ret | JPN 3   | AUS 1   | MAL 2  | VAL 2   |        | 2.º  | 295  |
| 2015 | MotoGP | Yamaha  | QAT 1   | AME 3   | ARG 1   | SPA 3   | FRA 2   | ITA 3   | CAT 2   | NED 1   | GER 3   | IND 3   | CZE 3   | GBR 1   | RSM 5   | ARA 3   | JPN 2   | AUS 4   | MAL 3  | VAL 4   |        | 2.º  | 325  |
| 2016 | MotoGP | Yamaha  | QAT 4   | ARG 2   | AME Ret | SPA 1   | FRA 2   | ITA Ret | CAT 1   | NED Ret | GER 8   | AUT 4   | CZE 2   | GBR 3   | RSM 2   | ARA 3   | JPN Ret | AUS 2   | MAL 2  | VAL 4   |        | 2.º  | 249  |
| 2017 | MotoGP | Yamaha  | QAT 3   | ARG 2   | AME 2   | SPA 10  | FRA Ret | ITA 4   | CAT 8   | NED 1   | GER 5   | CZE 4   | AUT 7   | GBR 3   | RSM     | ARA 5   | JPN Ret | AUS 2   | MAL 7  | VAL 5   |        | 5.º  | 208  |
| 2018 | MotoGP | Yamaha  | QAT 3   | ARG 19  | AME 4   | SPA 5   | FRA 3   | ITA 3   | CAT 3   | NED 5   | GER 2   | CZE 4   | AUT 6   | GBR C   | RSM 7   | ARA 8   | THA 4   | JPN 4   | AUS 6  | MAL 18  | VAL 13 | 3.º  | 198  |
| 2019 | MotoGP | Yamaha  | QAT 5   | ARG 2   | AME 2   | SPA 6   | FRA 5   | ITA Ret | CAT Ret | NED Ret | GER 8   | CZE 6   | AUT 4   | GBR 4   | RSM 4   | ARA 8   | THA 8   | JPN Ret | AUS 8  | MAL 4   | VAL 8  | 7.º  | 174  |
| 2020 | MotoGP | Yamaha  | QAT C   | SPA Ret | AND 3   | CZE 5   | AUT 5   | EST 9   | RSM 4   | ERM Ret | CAT Ret | FRA Ret | ARA     | TER     | EUR Ret | VAL 12  | POR 12  |         |        |         |        | 15.º | 66   |
| 2021 | MotoGP | Yamaha  | QAT 12  | DOH 16  | POR Ret | ESP 16  | FRA 11  | ITA 10  | CAT Ret | GER 14  | NED Ret | EST 13  | AUT 8   | GBR 18  | ARA 19  | RSM 17  | AME 15  | EMI 10  | ALG 13 | VAL 10  |        | 18.º | 44   |

| Color     | Resultado                                                               |
| --------- | ----------------------------------------------------------------------- |
| Oro       | Ganador                                                                 |
| Plata     | 2.ª plaza                                                               |
| Bronce    | 3.ª plaza                                                               |
| Verde     | Finalizó en los puntos                                                  |
| Azul      | Finalizó sin puntos                                                     |
| Azul      | NC - No clasificado                                                     |
| Violeta   | Ret - No terminó (Carrera)                                              |
| Rojo      | DNQ - No se clasificó                                                   |
| Negro     | DSQ - Descalificado                                                     |
| Blanco    | DNS - No empezó (carrera)                                               |
| Blanco    | WD - Retirado (fin de semana)                                           |
| Blanco    | C - Carrera cancelada                                                   |
| Sin color | DNP - Inscrito pero no participó                                        |
| Sin color | INJ - Lesionado                                                         |
| Sin color | EX - Excluido                                                           |
| Estado    | Resultado                                                               |
| Negrita   | Pole position                                                           |
| Cursiva   | Vuelta rápida                                                           |
| x         | Posición en carrera sprint                                              |
| †         | Abandona, pero clasifica al completar el porcentaje requerido para ello |

#### 8 Horas de Suzuka
| Año  | Equipo           | Copiloto      | Moto             | Vueltas | Pos. |
| ---- | ---------------- | ------------- | ---------------- | ------- | ---- |
| 2000 | Castrol Honda    | Colin Edwards | Honda VTR1000SPW | 121     | DNF  |
| 2001 | Team Cabin Honda | Colin Edwards | Honda VTR1000SPW | 217     | 1.º  |

### Automovilismo

#### Campeonato Mundial de Rally
| Año     | Escudería                          | Automóvil            | 1   | 2   | 3   | 4   | 5   | 6   | 7   | 8   | 9   | 10  | 11  | 12  | 13  | 14      | 15     | 16  | Pos. | Puntos |
| ------- | ---------------------------------- | -------------------- | --- | --- | --- | --- | --- | --- | --- | --- | --- | --- | --- | --- | --- | ------- | ------ | --- | ---- | ------ |
| 2002    | Michelin Grifone                   | Peugeot 206 WRC      | MON | SWE | FRA | ESP | CYP | ARG | GRE | KEN | FIN | GER | ITA | NZL | AUS | GBR Ret |        |     | NC   | 0      |
| 2006    | Imatra RC                          | Subaru Impreza WRC04 | MON | SWE | MEX | ESP | FRA | ARG | ITA | GRE | GER | FIN | JPN | CYP | TUR | AUS     | NZL 11 | GBR | NC   | 0      |
| 2008    | Stobart VK M-Sport Ford Rally Team | Ford Focus RS WRC 07 | MON | SWE | MEX | ARG | JOR | ITA | GRE | TUR | FIN | GER | NZL | ESP | FRA | JPN     | GBR 12 |     | NC   | 0      |
| Fuente: |                                    |                      |     |     |     |     |     |     |     |     |     |     |     |     |     |         |        |     |      |        |

#### 24 Horas de Spa
| Año     | Equipo                     | Copilotos                     | Automóvil          | Clase | Vueltas | Pos. | Pos. Clase |
| ------- | -------------------------- | ----------------------------- | ------------------ | ----- | ------- | ---- | ---------- |
| 2022    | Monster VR46 with Team WRT | Nico Müller Frédéric Vervisch | Audi R8 LMS Evo II | Pro   | 531     | 17.º | 14.º       |
| 2023    | Team WRT                   | Augusto Farfus Maxime Martin  | BMW M4 GT3         | Pro   | 537     | 6.º  | 6.º        |
| Fuente: |                            |                               |                    |       |         |      |            |

#### 12 Horas de Bathurst
| Año     | Equipo   | Copilotos                         | Automóvil  | Clase     | Vueltas | Pos. | Pos. Clase |
| ------- | -------- | --------------------------------- | ---------- | --------- | ------- | ---- | ---------- |
| 2023    | Team WRT | Maxime Martin Augusto Farfus      | BMW M4 GT3 | A-GT3 Pro | 322     | 6.º  | 6.º        |
| 2024    | Team WRT | Maxime Martin Raffaele Marciello  | BMW M4 GT3 | A-GT3 Pro | 275     | 5.º  | 5.º        |
| 2025    | Team WRT | Charles Weerts Raffaele Marciello | BMW M4 GT3 | Pro Cup   | 306     | 2.º  | 2.º        |
| Fuente: |          |                                   |            |           |         |      |            |

#### Campeonato Mundial de Resistencia de la FIA
(Clave) (negrita indica pole position) (cursiva indica vuelta rápida)

| Año   | Escudería | Clase | Automóvil      | 1   | 2   | 3   | 4   | 5   | 6   | 7   | 8   | Pos. | Puntos | Ref.   |
| ----- | --------- | ----- | -------------- | --- | --- | --- | --- | --- | --- | --- | --- | ---- | ------ | ------ |
| 2024  | Team WRT  | LMGT3 | BMW M4 GT3     | QAT | IMO | SPA | LMS | SÃO | COA | FUJ | BHR | 6.º  | 61     | [ 39 ] |
| 2024  | Team WRT  | LMGT3 | BMW M4 GT3     | 4   | 2   | Ret | Ret | 5   | NC  | 3   | 14  | 6.º  | 61     | [ 39 ] |
| 2025* | Team WRT  | LMGT3 | BMW M4 GT3 Evo | QAT | IMO | SPA | LMS | SÃO | COA | FUJ | BHR | 6.º  | 19     | [ 39 ] |
| 2025* | Team WRT  | LMGT3 | BMW M4 GT3 Evo | 11  | 2   |     |     |     |     |     |     | 6.º  | 19     | [ 39 ] |

- * Temporada en progreso.

#### 24 Horas de Le Mans
| Año     | Equipo   | Copilotos                     | Automóvil  | Clase | Vueltas | Pos. | Pos. Clase |
| ------- | -------- | ----------------------------- | ---------- | ----- | ------- | ---- | ---------- |
| 2024    | Team WRT | Ahmad Al Harthy Maxime Martin | BMW M4 GT3 | LMGT3 | 109     | DNF  | DNF        |
| Fuente: |          |                               |            |       |         |      |            |

## Propiedad del equipo

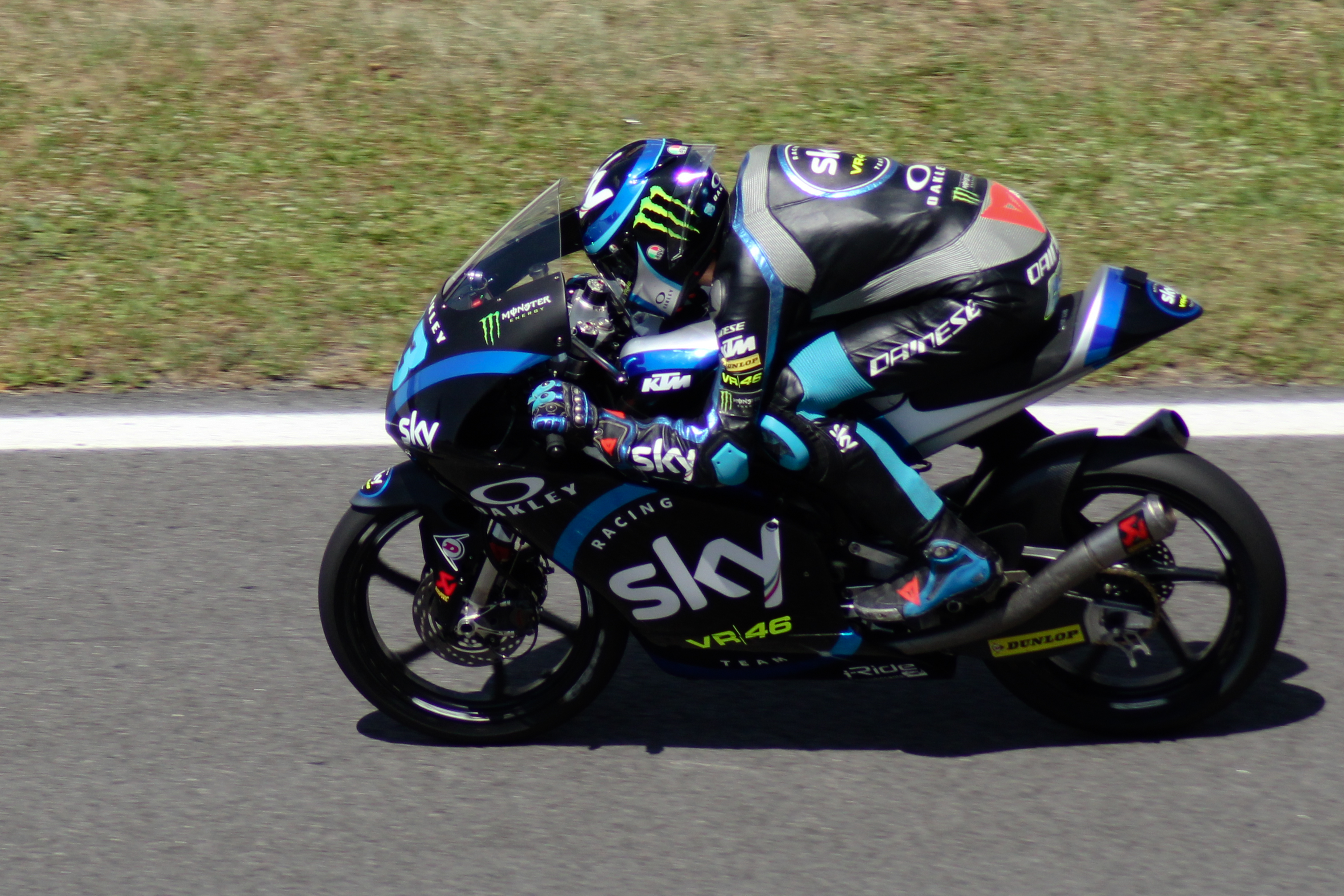
Celestino Vietti conduce una moto del equipo de Rossi en Catalunya 2019

Rossi es el dueño del equipo de categoría júnior Equipo Sky Racing de VR46, que debutó en el Moto3 categoría de carreras de motociclismo de Gran Premio en 2014 con pilotos Romano Fenati y Francesco Bagnaia con su excompañero de Cagiva, Vittoriano Guareschi, como director del equipo. En 2015, Andrea Migno reemplazó a Francesco Bagnaia y Guareschi fue reemplazado por Alessio 'Uccio' Salucci y Carlo Alberto Tebaldi. El equipo también compite en Moto2. En 2020, se anunció que la marca VR46 de Rossi respaldaría una máquina de la Esponsorama Avintia equipo en la temporada 2021 de MotoGP, que será pilotado por su medio hermano, Luca Marini.
VR46 Riders Academy comenzó a cosechar los resultados de la "inversión" a través de varios pilotos de la academia, incluido Franco Morbidelli, que se convirtió en el 2017 campeón del mundo y luego terminó como el 2020 Subcampeón de MotoGP. Este logro fue repetido luego por Francesco Bagnaia, quien se convirtió en el 2018 Campeón del mundo de Moto2 y luego terminó segundo en la clasificación final de MotoGP 2021. Hasta que finalmente, Bagnaia puso fin a la larga espera de VR46 Academy al convertirse en el 2022 Campeón del mundo de MotoGP.
Además, hay varios otros nombres que han logrado competir en lo más alto de la clasificación, como Luca Marini que fue subcampeón en Moto2 2020, Marco Bezzecchi que logró quedar tercero en la final de Moto2 2021 clasificaciones, y varios otros corredores en la academia.
En la temporada 2020, la Sky Racing VR46 ganó el campeonato por equipos de Moto2 al conseguir el primer puesto en la clasificación final tras liderar la clasificación con 380 puntos.